# Przedstawiciele Stolicy Apostolskiej w Polsce

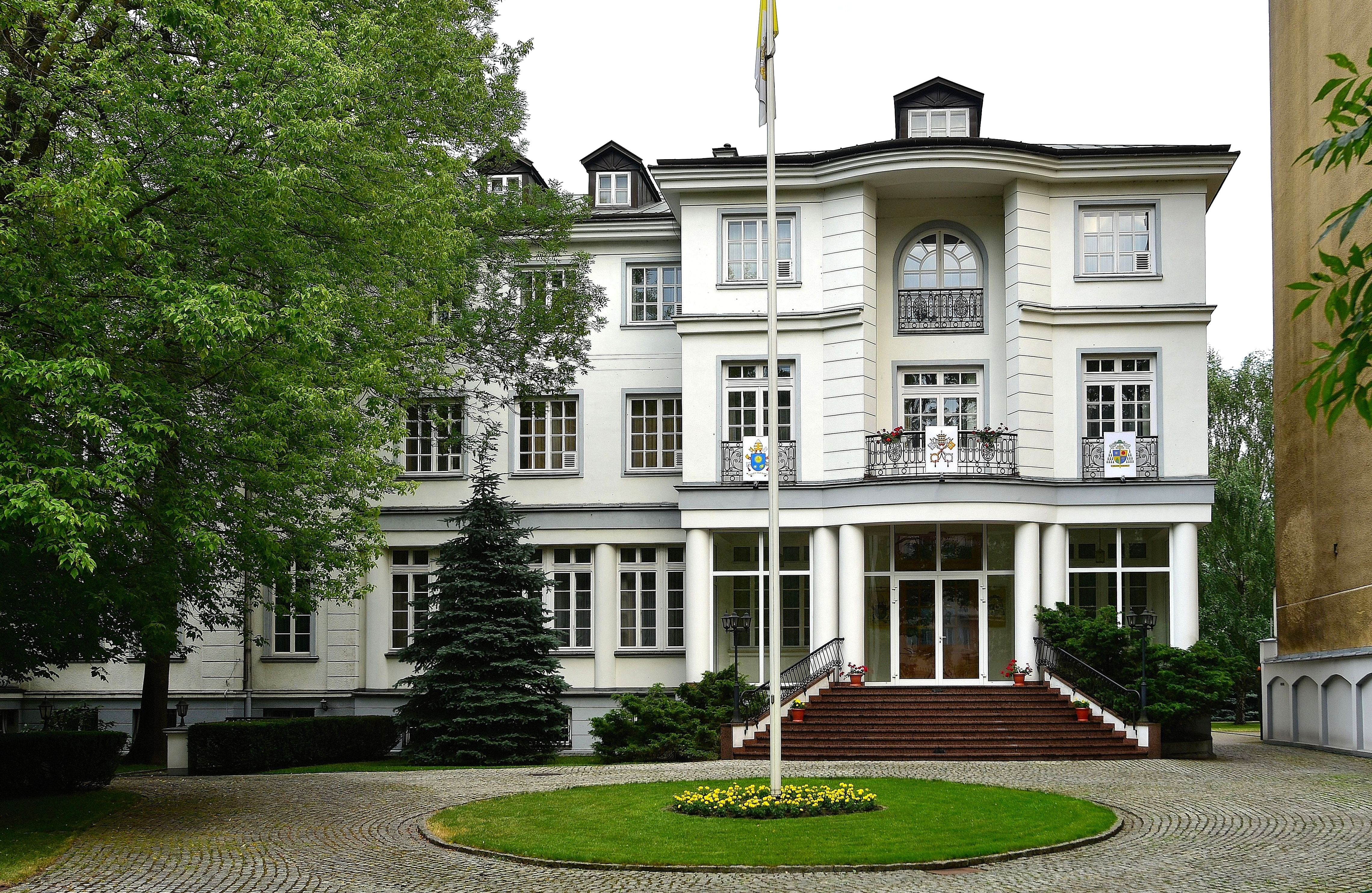
Siedziba Nuncjatury Stolicy Apostolskiej w Polsce (2018)

Przedstawiciele Stolicy Apostolskiej w Polsce (nuncjusze, internuncjusze i legaci apostolscy), duchowni katoliccy reprezentujący Stolicę Apostolską w Polsce, z reguły także rezydujący w Polsce. Stały urząd delegata apostolskiego ustanowiono w 1555 r.
Spór o pierwszeństwo między nuncjuszem i ambasadorem rosyjskim toczył się jeszcze za panowania Augusta III Sasa i do końca Rzeczypospolitej nie został rozstrzygnięty.

## Lista przedstawicieli dyplomatycznych Stolicy Apostolskiej

### X–XV w.
Legaci papiescy
- Robert, kardynał diakon i oblacjonariusz Świętego Kościoła Rzymskiego (legat na zjazd gnieźnieński w 1000)
- Gwalon, biskup Beauvais (1103)
- Gilles, kardynał biskup Tusculum (1124 lub ok. 1126)
- Humbald, kardynał prezbiter SS. Giovanni e Paolo (1145)
- Guido di Crema, kardynał diakon S. Maria in Portico (1148) – późniejszy antypapież Paschalis III
- Rainald (ok. 1177/80)
- Giovanni Malabranca, kardynał diakon S. Teodoro (1189)
- Pietro Capuano, kardynał diakon S. Maria in Via Lata (1197)
- Gregorio Crescenzi, kardynał diakon S. Teodoro (1223)
- Opizzo Fieschi, jako opat Mezzano (1245–1246), następnie jako patriarcha Antiochii (1253–1254)
- Jacques Pantaleon, archidiakon Liège (1247–1249) – późniejszy papież Urban IV
- Anzelm z Miśni (od 1261), biskup warmiński
- Guy de Bourgogne, kardynał prezbiter S. Lorenzo in Lucina (VI 1267 – II 1268)
- Filip, biskup Fermo (1279)
- Giovanni Boccamazza, kardynał biskup Frascati (1286)
- Piotr z Alwerni – mediator w wojnie polsko-krzyżackiej (1327–1332)[2]
- Julian Cesarini, kardynał prezbiter S. Sabina (14 III – 24 X 1442)

### XVI-XVIII w.

#### Posłowie (internuncjusze) i legaci apostolscy
- Zaccaria Ferreri bp gardeński – 12 IX 1519 – pocz. VII 1521
- Toma Crnić bp skardoneński – po 9 I 1522 – poł. 1523
- Jan Antoni Pulleoni baron – 20 II 1524 – 21 VII 1526
- Mikołaj Fabri – 14 XI 1525 – 6 II 1526
- Jan Franciszek Cito OFM bp skareński – 13 X 1525 – 1 IV 1527
- Pamfiliusz Strassoldo prot. apost. – 21 VII 1536 – ok. 20 XII 1536
- Hieronim Rorario prot. – przed 29 VII 1539 – po 5 IV 1540
- Otto Truchsess von Waldburg szamb. – przed 29 VII 1542 – 8 XI 1542
- Hieronim Martinengo opat leneński – przed 25 II 1548 – 23 IX 1548
- Marek Antoni Maffei prot. apost. – 22 V 1553 – po 11 VIII 1553

#### Nuncjusze i legaci apostolscy
- Luigi Lippomano (1555–1558)
- Kamil Mentovato bp satraneński – pocz. VII 1558 – zm. po 12 X 1558
- Bernardo Bongiovanni bp kameraceński – przed 7 II 1560 – 7 VIII 1563
- Giovanni Francesco Commendone bp zanteński – VIII 1563 – 8 XII 1565
- Giulio Ruggieri prot. apost. – VII 1565 – po 15 III 1568
- Vincenzo dal Portico prot. apost. – 15 XI 1567 – 29 VIII 1573
- Giovanni Francesco Commendone kard. legat – przed 18 VI 1571 – 13 X 1573
- Vincenzo Laureo bp Mons Regalis – 25 VII 1572 – ok. 1 IX 1578
- Giovanni Andrea Caligari bp bretenoneński – koniec XII 1577 – po 25 IX 1581[3]
- Alberto Bolognetti bp massaneński – pocz. IV 1581 – po 5 IV 1585[4]
- Hieronim De Buoi bp kameryński – po 29 IX 1584 – III 1587
- Hannibal De Capua abp neapolitański – przed 6 IX 1586 – 1 V 1591
- Ippolito Aldobrandini (1588–1589) – późniejszy papież Klemens VIII
- Jerzy Radziwiłł kard. legat – 14 II 1592 – zakon. 14 VI 1592
- Germanicus Malaspina bp S. Severa – przed 30 V 1592 – 20 IV 1598
- Henryk Caetani kard. legat – 3 IV 1596 – 16 IV 1597
- Klaudiusz Rangoni bp regieński – przed 20 X 1598 – 6 II 1607
- Franciszek Simonetta bp fulginateński – 3 VI 1606 – zm. 19 I 1612
- Leliusz Ruini bp balneoregieński – po 2 V 1614 – 6 X 1621
- Cosimo de Torres (Cosmo, Cosmas) – 17 marca 1621 – zrezygnował 2 grudnia 1622 – kardynał
- Giovanni Battista Lancellotti – 1623–1628
- Antonio Santacroce – 16 kwietnia 1627 – 10 czerwca 1630 – kardynał
- Honorato Visconti – 15 kwietnia 1630 – 12 kwietnia 1635 – arcybiskup
- Mario Filonardi – 1635–1643 – arcybiskup
- Giovanni de Torres – 1645–1652 – arcybiskup
- Pietro Vidoni – 28 maja 1652 – zrezygnował 5 kwietnia 1660 – kardynał
- Antonio Pignatelli – 21 maja 1660 – 10 marca 1668 – późniejszy papież Innocenty XII
- Galeazzo Marescotti – 10 marca 1668 – 13 sierpnia 1670 – kardynał
- Angelo Maria Ranuzzi – 13 maja 1671 – 3 listopada 1672 – kardynał
- Francesco Bonvisi – 3 listopada 1672- 28 lipca 1675 – kardynał
- Angelo Maria Ranuzzi – 28 lipca 1675 – zrezygnował 20 listopada 1675 – kardynał
- Francesco Martelli – 20 września 1675 – tytularny arcybiskup Koryntu, następnie tytularny patriarcha Jerozolimy
- Andrea Santacroce – 7 stycznia 1690–1696, następnie nuncjusz w Austrii
- Gianantonio Davia – 12 lutego 1696 – 10 marca 1698 – kardynał
- Francesco Pignatelli 1700–1703
- Settimio Paluzi – 1703–1704
- Orazio Filippo Spada – 1704–1706
- Niccolò Spinola – 1708–1712 – kardynał
- Giulio Piazza – 15 lipca 1706 – 15 grudnia 1709 – kardynał
- Benedetto Erba Odescalchi – 1712–1713 – kardynał
- Girolamo Grimaldi – 1713–1721 – kardynał
- Girolamo Archinto – 1721
- Vincenzo Santini – 1722–1728
- Camillo Paolucci – 1727–1738 – kardynał
- Fabrizio Serbelloni – 1738–1746 – kardynał
- Alberico Archinto – 1746–1754 – kardynał
- Niccolò Serra – 9 lutego 1754–1760 – kardynał
- Antonio Eugenio Visconti – 22 lutego 1760 – 20 marca 1766 – kardynał
- Angelo Maria Durini – 16 stycznia 1767–1772 – kardynał
- Giuseppe Garampi – 20 marca 1772 – 16 marca 1776 – kardynał
- Giovanni Andrea Archetti, abp chalcedoński – 14 kwietnia 1776 – 30 listopada 1783 – kardynał
- Ferdinando Maria Saluzzo – 30 czerwca 1784 – 14 marca 1794 – kardynał
- Lorenzo Litta – 13 kwietnia 1794 – mianowany został nuncjuszem w Rosji 11 lutego 1794 – kardynał

### II Rzeczpospolita
| lp. | lata      | nuncjusz           | kraj pochodzenia |
| --- | --------- | ------------------ | ---------------- |
| 1   | 1919–1921 | Achille Ratti      | Włochy           |
| 2   | 1921–1926 | Lorenzo Lauri      | Włochy           |
| 3   | 1928–1936 | Francesco Marmaggi | Włochy           |
| 4   | 1936–1939 | Filippo Cortesi    | Włochy           |

### Polska Rzeczpospolita Ludowa
(legaci apostolscy)
| lp. | lata      | legat apostolski     | kraj pochodzenia |
| --- | --------- | -------------------- | ---------------- |
| 1   | 1975–1986 | Luigi Poggi          | Włochy           |
| 2   | 1986–1989 | Francesco Colasuonno | Włochy           |

### III Rzeczpospolita
| lp. | lata      | nuncjusz                | kraj pochodzenia |
| --- | --------- | ----------------------- | ---------------- |
| 1   | 1989–2010 | Józef Kowalczyk         | Polska           |
| 2   | 2010–2016 | Celestino Migliore      | Włochy           |
| 3   | 2016–2023 | Salvatore Pennacchio    | Włochy           |
| 4   | od 2023   | Antonio Guido Filipazzi | Włochy           |